# Lagoa do Ouro
Lagoa do Ouro là một đô thị thuộc bang Pernambuco, Brasil. Đô thị này có diện tích 199 km², dân số năm 2007 là 11900 người, mật độ 59,8 người/km².